# Tour San Michele
La tour San Michele (en italien, Tor San Michele) est une tour désaffectée, construite à Ostie (Rome) sur l'embouchure actuelle du Tibre.

## Histoire
Elle a été construite entre 1564 et 1568 par le pape Pie V, qui l'a consacré à Saint Michel Archange, et a confié le projet à Michel-Ange, qui, cependant, n'a jamais vu la fin des travaux, le projet ayant été ensuite confié à Giovanni Lippi. Sa fonction était celle d'une tour de guet, d'une douane, après qu'une inondation du Tibre en ait changé le cours jusqu'à rendre inutilisable comme douane la tour Boacciana. Elle a également servi de phare au cours de la Seconde Guerre mondiale, d'abord par les forces italo-allemandes, puis par les Américains.

## Structure

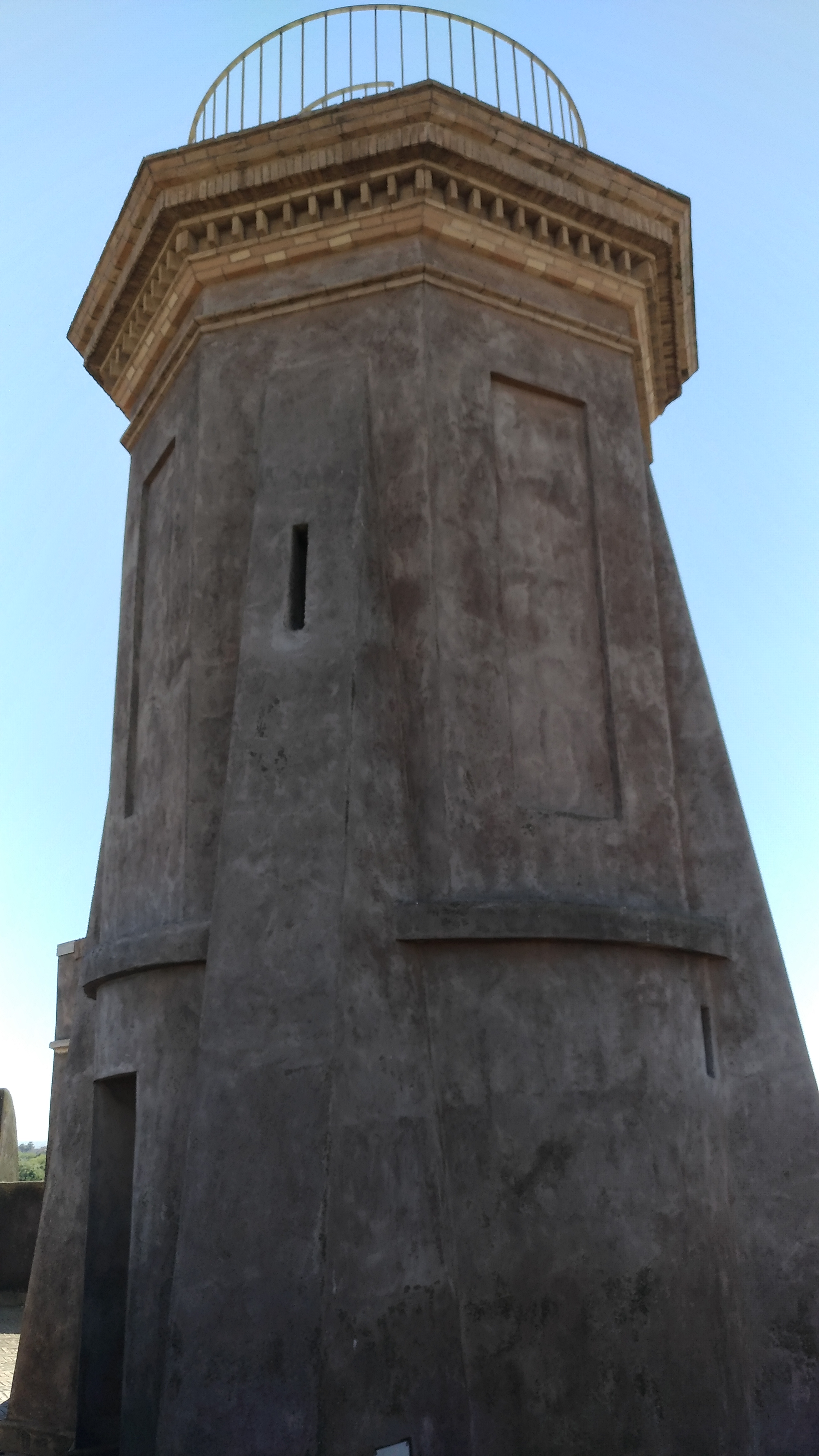
La tour du phare ajouté au cours de la Seconde Guerre mondiale.

La tour est de forme octogonale, avec une hauteur de 18 m et un périmètre de 96 m. Les matériaux utilisés étaient des briques, du travertin et du mortier. Les fenêtres et la tour du phare ont été ajoutées pendant la guerre, et n'étaient pas prévues dans le projet initial. La particularité de la tour est le toit spécialement incliné vers le centre, pour permettre aux tirs de catapultes, lors d'un éventuel siège, de tomber dans la citerne, où, cependant, étaient positionnées les cellules.

## Aujourd'hui
Aujourd'hui, la tour San Michele, située à Ostie, se trouve dans un état de complet abandon et de dégradation, et n'est pas ouverte au public pour des raisons de sécurité et d'intégrité de l'édifice. Cependant, des citoyens ont pris des mesures afin de valoriser ce monument, ainsi le 28 mai 2017, une association de citoyens obtient l'autorisation d'ouvrir la tour au public de 8h à 22h avec des visites guidées et des illustrations sur l'histoire de la tour San Michele.